# Prim-ministrul României
Prim-ministrul Guvernului României este șeful guvernului român. Este desemnat, potrivit Constituției, de președintele României în urma consultării partidului care are majoritatea absolută în  Parlament ori, dacă nu există o asemenea majoritate, a partidelor reprezentate în Parlament. Este validat de către Camera Deputaților și Senat în ședință comună. Prim-ministrul prezintă Camerei Deputaților sau Senatului rapoarte și declarații cu privire la politica Guvernului, care se dezbat cu prioritate.
Postul a fost creat în 1862, prin unirea guvernelor Moldovei și al Țării Românești, având ca bază legală modificarea constituției Principatelor Unite de către domnitorul Alexandru Ioan Cuza. Întâiul prim-ministru al României a fost Barbu Catargiu, iar actualul este Ilie Bolojan.

## Nominalizare
Prim-ministrul României este numit de președintele republicii, care desemnează candidatul pentru această funcție. Președintele consultă partidul care deține majoritatea parlamentară sau, în absența unei majorități clare, partidele reprezentate în Parlament. Candidatul desemnat are responsabilitatea de a forma un program de guvernare și un cabinet care trebuie să obțină aprobarea Parlamentului printr-un vot de încredere.
Propunerea de guvern și programul său sunt supuse dezbaterii Parlamentului într-o ședință comună a Camerei Deputaților și Senatului. Pentru a fi acceptat, este necesară o majoritate simplă a voturilor tuturor deputaților și senatorilor. După obținerea votului de încredere, candidatul devine prim-ministru, iar membrii cabinetului devin miniștri. Noul guvern își exercită mandatul din momentul depunerii jurământului în fața președintelui.

## Atribuții
Prim-ministrul coordonează activitatea Guvernului, implementează politica internă a țării și conduce administrația publică. El prezintă rapoarte și declarații referitoare la politica Guvernului, pentru a fi dezbătute în Parlament. 
Prim-ministrul, împreună cu ministrul responsabil pe un anumit domeniu guvernamental, poate semna hotărâri și ordonanțe care intră în vigoare din momentul publicării lor în Monitorul Oficial.
Guvernul poate emite două tipuri de ordonanțe: ordonanțe simple și ordonanțe de urgență. Ordonanțele simple se emit în baza unei legi de abilitare, de obicei în timpul vacanței parlamentare, și sunt supuse aprobării Parlamentului. Ordonanțele de urgență sunt pentru situațiile excepționale care necesită măsuri rapide și produc efecte imediat după publicarea în Monitorul Oficial, dar trebuie prezentate Parlamentului pentru aprobare.
În cazul în care Parlamentul nu aprobă o ordonanță în termen de 30 de zile, aceasta își încetează aplicabilitatea. Spre deosebire de ordonanțele simple, ordonanțele de urgență nu pot modifica legi constituționale, nu pot afecta organizarea fundamentală a statului și drepturile fundamentale ale cetățenilor.
Pe lângă atribuțiile sale constituționale, prim-ministrul este, în general, liderul principalului partid din coaliția majoritară care susține Guvernul, deși acest lucru nu este întotdeauna valabil.

## Incompatibilitate
Ca orice altă funcție publică, funcția de prim-ministru este incompatibilă cu orice altă funcție (sau poziție profesională într-o societate comercială), cu excepția funcțiilor de deputat sau senator.
Mandatul de prim-ministru se încheie prin:
- demisie la propria inițiativă
- demitere în urma unei moțiuni de cenzură
- pierderea drepturilor electorale în urma unei condamnări
- incompatibilitate cu funcția
- deces
- expirarea mandatului legislaturii

## Relația cu Președintele
Președintele poate lua parte la ședințele Guvernului în care se dezbat probleme de interes național privind politica externă, apărarea țării, asigurarea ordinii publice și, la cererea primului-ministru, în alte situații. Președintele prezidează ședințele Guvernului la care participă.

## Relația cu Parlamentul
Guvernul și celelalte organe ale administrației publice trebuie să prezinte toate informațiile, rapoartele sau documentele solicitate de Camera Deputaților, Senat sau comisiile parlamentare, în cadrul controlului parlamentar asupra activității guvernamentale.
Membrii Guvernului au dreptul să participe la lucrările Parlamentului și sunt obligați să o facă la solicitarea președinților camerelor. Prim-ministrul și membrii Cabinetului său trebuie să răspundă la toate întrebările sau interpelările adresate de deputați sau senatori, în conformitate cu prevederile regulamentelor Parlamentului. După astfel de interpelări, Camera Deputaților sau Senatul pot adopta o moțiune simplă pentru a-și exprima poziția cu privire la o problemă de politică internă sau externă.

### Moțiune de cenzură
Parlamentul poate demite un prim-ministru în funcție și Cabinetul său prin adoptarea unei moțiuni de cenzură împotriva Guvernului. Pentru ca o moțiune să fie inițiată, aceasta trebuie să fie semnată de cel puțin un sfert dintre deputați și senatori, iar pentru a fi adoptată, trebuie să obțină votul majorității deputaților și senatorilor. După adoptarea unei moțiuni de cenzură, prim-ministrul și Cabinetul său sunt oficial demisi, iar președintele trebuie să desemneze o persoană pentru a forma un nou Guvern.
De la Revoluția din 1989, cinci prim-miniștri au fost demiși în urma adoptării unei moțiuni de cenzură: Emil Boc, Mihai Răzvan Ungurenu, Sorin Grindeanu, Viorica Dăncilă și Florin Cîțu.

## Rezidență
Palatul Victoria este sediul Guvernului României și reședința oficială a prim-ministrului. Situat în Piața Victoriei din București, a fost construit în perioada interbelică, după planurile arhitectului Duiliu Marcu. Clădirea, impunătoare, ce are un stil arhitectural neoclasic, cu influențe moderniste, este monument istoric de importanță națională, fiind martor al unor momente esențiale din istoria modernă a României.
Palatul a fost declarat monument istoric în 2004.

## Legături externe
- Ultimele știri din presa românească despre „Prim-ministru al României” la Newskeeper
- Interimatul prim-ministrului în România, 4 noiembrie 2015, curieruljudiciar.ro